# Australodynerus bennettensis
Australodynerus bennettensis är en stekelart som beskrevs av Borsato 1996. Australodynerus bennettensis ingår i släktet Australodynerus och familjen Eumenidae. Inga underarter finns listade.